# Johanna I av Neapel
Johanna I av Neapel (italienska: Giovanna d'Angiò, Giovanna I), född 1327 i Neapel, död 27 juli 1382 i Muro Lucano, var regerande grevinna av Provence, regerande drottning av Neapel (egentligen fastlandsriket Sicilien) och titulärdrottning av Jerusalem 1343–1382.

## Biografi

### Tidigt liv
Johanna var dotter till hertig Karl av Kalabrien av huset Anjou (1298–1328) och Maria av Valois (halvsyster till Filip VI av Frankrike).

### Första regeringsperiod
När Johannas farfar, kung Robert den gode av Neapel, avled år 1343 följde den sextonåriga Johanna honom på tronen. Redan 1334 hade hon trolovats med sin kusin Andreas (Endre) av Ungern (son till Karl I Robert av Ungern), med vilken hon vid trontillträdet var gift. Det ungerska inflytandet i Neapel ledde snart till konflikter och 1345 mördades Andreas. Johanna anklagades för delaktighet i mordet.
År 1347 ingick Johanna äktenskap med Ludvig av Taranto (son till titulärkejsarinnan av Bysans, Katarina II av Valois-Courtenay och hennes make Filip av Taranto), som tillhörde en yngre gren av huset Anjou. Inte lång tid därefter invaderades Neapel av Andreas bror Ludvig I av Ungern och Johanna sökte beskydd vid påvehovet i Avignon. Under sin vistelse där sålde hon Avignon, som tillhörde grevskapet Provence, till påvestolen. Tack vare medling av påven Innocentius VI kunde hon återvända till Neapel 1352.

### Andra regeringsperiod
År 1362 avled Ludvig av Taranto. Johanna ingick då äktenskap med Jakob III av Mallorca. Efter dennes död ingick hon år 1376 ännu ett äktenskap, denna gång med hertigen Otto av Brunswick-Grubenhagen. Trots fyra äktenskap lyckades Johanna emellertid inte få någon tronarvinge. Hennes son med Andreas, Karl Martell, hade dött vid späd ålder 1348. I stället utsåg hon 1380 hertig Ludvig av Anjou, en bror till Karl V av Frankrike, till tronföljare.

### Avsättning
Vid utbrottet av den stora schismen ett par år dessförinnan (1378) hade Johanna ställt sig på motpåven Clemens VII:s sida. Rompåven Urban VI lät år 1381 kröna Karl av Durazzo, gift med Johannas syster Marias dotter Margareta, till kung av Neapel som Karl III. Karl av Durazzo hade varit Johannas val som tronföljare före schismens utbrott. Nu intog han Neapel, fängslade Johanna och lät följande år strypa henne. Hennes gravplats är okänd.

## Eftermäle
Drottning Johanna var under sitt liv känd för sin intelligens och skönhet och som en beskyddare och vän av poeter och lärda. Till hennes vänner hörde även Birgitta Birgersdotter, som besökte Neapel vid flera tillfällen. Efter Birgittas död sände Johanna suppliker till påven Gregorius XI 1376 och 1377 till förmån för Birgittas kanonisation.